# Хронофобия
Хронофобия (от др.-греч. χρονος — «время» и φόβος — «страх») — один из видов фобий, невротический страх времени, проявляющийся в разных формах.
Впервые этот синдром был обнаружен у заключённых, которые испытывали ужас из-за длительности срока осуждения, представляя его отбытие нереальным. Когда первоначальная интенсивность симптоматики со временем угасает, больной превращается во флегматика, автоматически существующего в условиях тюремной изоляции, ничем не интересующегося, живущего примитивными потребностями сегодняшнего дня .
Это понимание является наиболее распространённым, поэтому часто в качестве синонима хронофобии употребляется термин «тюремный невроз» .
В более широком смысле термином «хронофобия» обозначают неконтролируемый страх времени, который возникает в ситуации длительного ожидания какого-то важного или желанного события .